# グルジア軍道
座標: 北緯42度30分15秒 東経44度27分14秒 / 北緯42.5042度 東経44.4538度

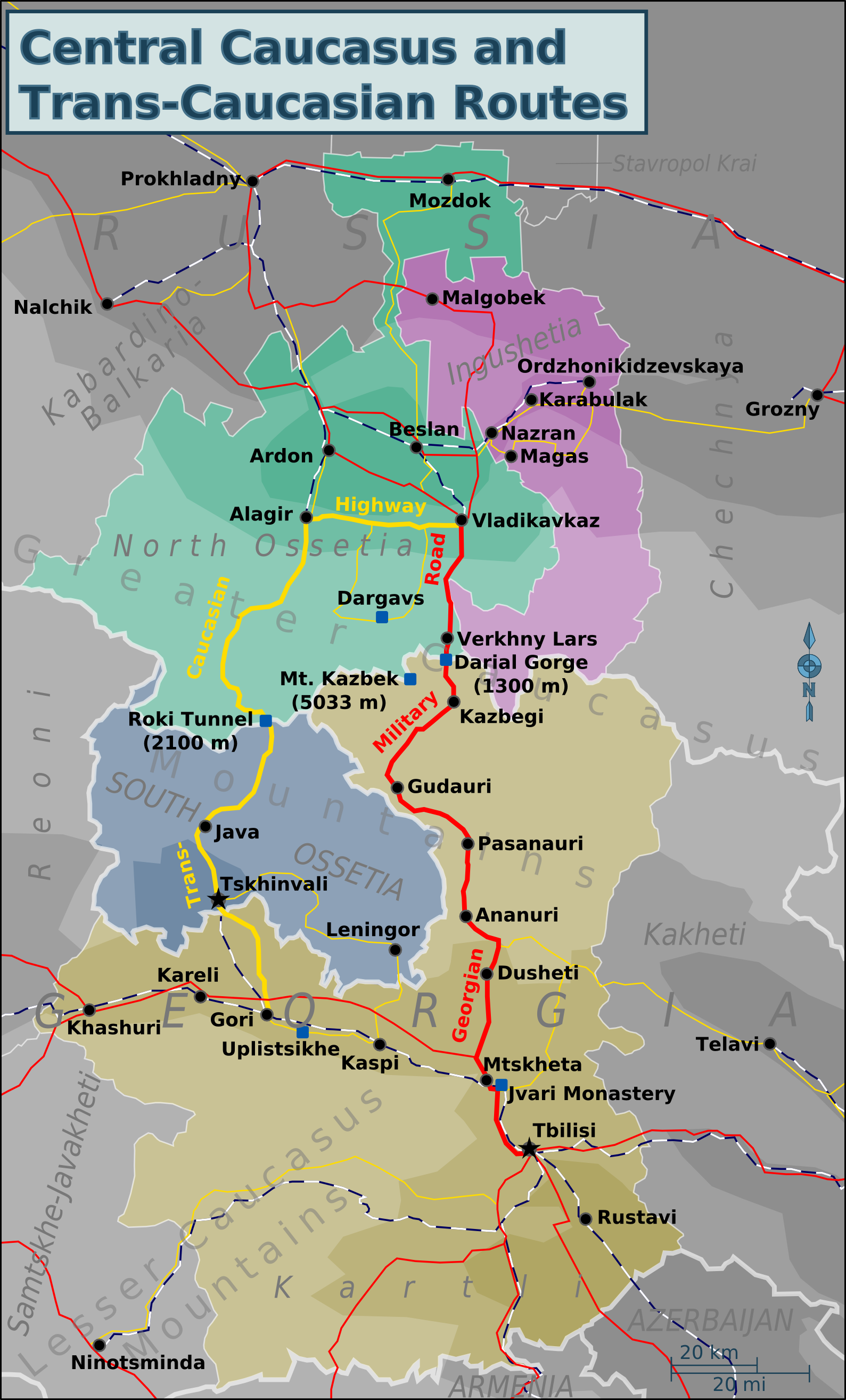
グルジア軍道（赤太線）

グルジア軍道  (グルジア語:  საქართველოს სამხედრო გზა  [sakartvelos samkhedro gza] , ロシア語: Военно-Грузинская дорога  [Voyenno-Gruzinskaya doroga] , オセット語: Арвыкомы фæндаг  [Arvykomy fændag], 英語:  Georgian Military Road ） は、コーカサス山脈（カフカス山脈）を抜けてグルジア（現、ジョージア）からロシアへと向かう幹線道路の歴史的名称である。山脈を横切る代替経路には、オセチア軍道やトランスカムがある。
ウラジカフカスから国境まではロシア高速道路A161号、国境からトビリシまではジョージア高速道路S3号のそれぞれ一部となっている。全面アスファルト舗装。 

## 経路

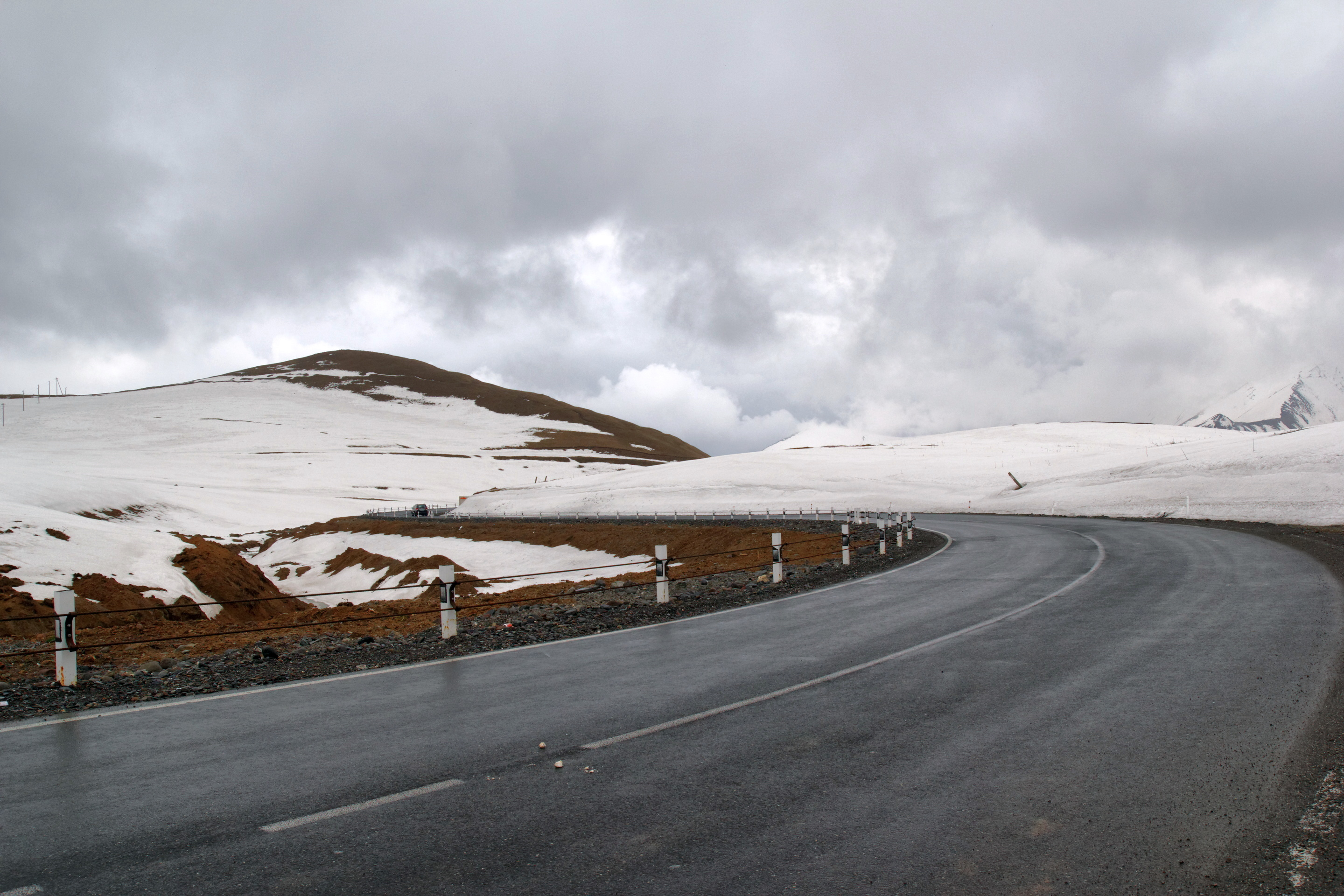
グルジア軍道の最高地点「十字架峠」。写真は5月に撮影されたもの。

グルジア軍道（全長212キロメートル）は、ロシアのウラジカフカスとグルジアのトビリシをむすび、時代を超えて侵略者や貿易商によって用いられてきた伝統的な経路をたどる。道はウラジカフカスからテレク川に沿って南方にのび、ロシア・グルジア国境のダリエル渓谷を通過する。それから、南西に向かって前方頭上のカズベク山（標高5,047メートル）と丘の上の三位一体教会を見ながらグルジアのクヘヴィ地方を通り、軍道の最高地点（標高2,379メートル）である十字架峠に到達する（北緯42度30分15秒 東経44度27分14秒 / 北緯42.5042度 東経44.4538度）。峠を越えて間もなくの地点に「ロシア・グルジア友好のモニュメント」という巨大なコンクリート製のモニュメントがある。このモニュメントは、1783年に両国のあいだでむすばれたギオルギエフスク条約の200周年を記念して、1983年につくられたものである。道路はそれから南東方向に進路を変え、テトリ・アラグヴィ川に沿って ムティウレティを通ってパサナウリの町へと下り、そして真南に向かう。そして、中世の城塞であるアナヌリの下を通ったのち、テトリ・アラグヴィ川の広い氾濫原を横断し、下り立ったところがちょうどグルジア北部の古都ムツヘタ で、そこでグルジアの幹線東西高速道路（E60号線）と合流する。見かけ上、グルジア軍道は厳密には クラ川右岸までつづき、トビリシ近郊に至る。
旅行案内書『ベデカー ロシア』1914年版には、グルジア軍道を「世界で最も美しい山岳道路のひとつ」と記している。その事実はこの出版と同じころすでに 『フランス・コーカサス自動車旅行協会（Société française des transports automobiles du Caucase）』「モーター・オムニバス」の項にみえ、そこには、4月15日から10月15日にかけては旅行時間10時間との記載がある。

## 歴史

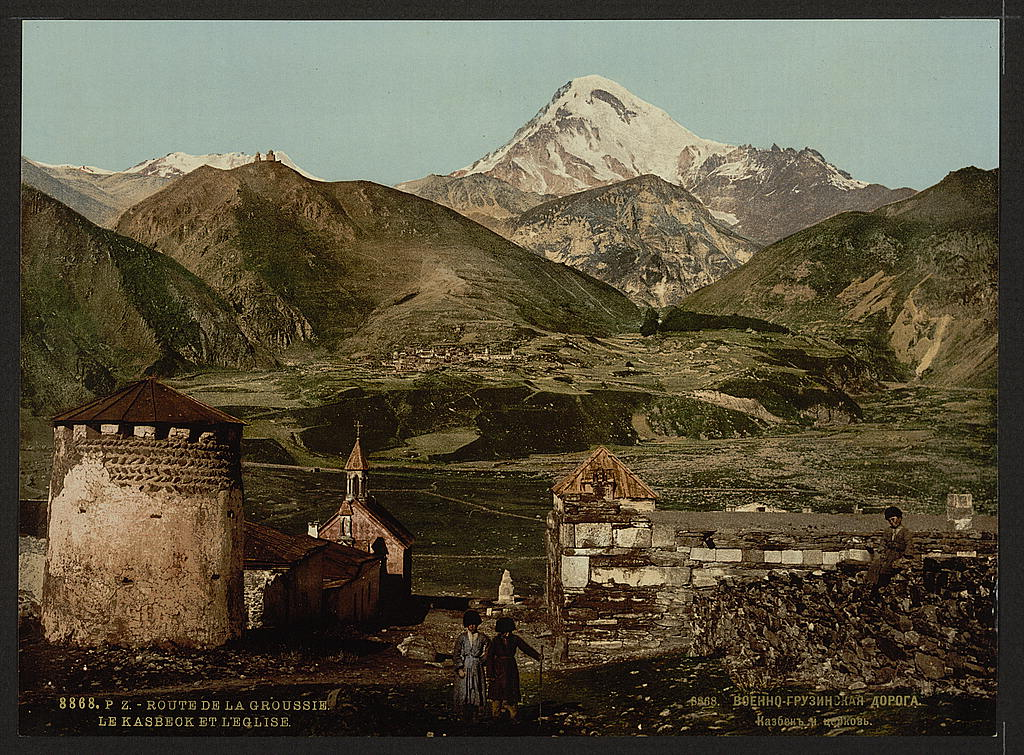
軍道はいくつかの有名な小説、特に『 現代の英雄』（ミハイル・レールモントフ） と 『十二の椅子』（イルフとペトローフで紹介されている。

軍道は太古より知られていた ( ストラボン 『地理誌』（Geographica）や大プリニウスの著作にみられる）。このルートは1769年の帝政ロシアのトートレーベン将軍による対トルコ戦役のときに初めて軍事的利用がなされた。1783年10月、パーヴェル・ポチョムキンは8頭の馬が曳く馬車をトビリシまで運行可能となるよう道路改良のために800人を送った。グルジア軍道のいま現在のすがたは1799年のロシア軍によって始まったのであり、それに先立つギオルギエフスク条約によって100年以上の長きにわたってつづいたペルシアの宗主権が打ち捨てられたためであった。グルジア軍道のロシアによる統制は、コーカサス戦争の拠点を、西側ではロシア・チェルケス戦争に、東側ではムリード・スーフィズムとに分けた。
グルジア王国が公式にロシア帝国に併合された1801年以降、 ツァーリのアレクサンドル1世 はアレクセイ・ペトローヴィチ・エルモーロフ将軍をコーカサス駐在ロシア軍の司令長官に任じ、部隊の移動と通信を容易にするために道路表面の改良工事を命じた。イェルモロフが1817年に工事終了を発表したとき、高速道路は「ロシアのサンプロン峠」という評判であった。しかし、工事は1863年まで継続し、総額400万ポンド（1860年代としては驚異的な額）を要した。ジェームズ・ブライスの1876年の著作によれば、2車線・3車線道路と「急流をまたぐ鉄橋」における道路品質の高さは、当時のロシアにおいてほとんどまともな道が事実上存在しなかったことを考えあわせると驚異的である。
グルジア軍道は、ザカフカース（南コーカサス）地方の経済発展とロシア・チェルケス戦争において重要な役割を果たした。

## 今日のグルジア軍道

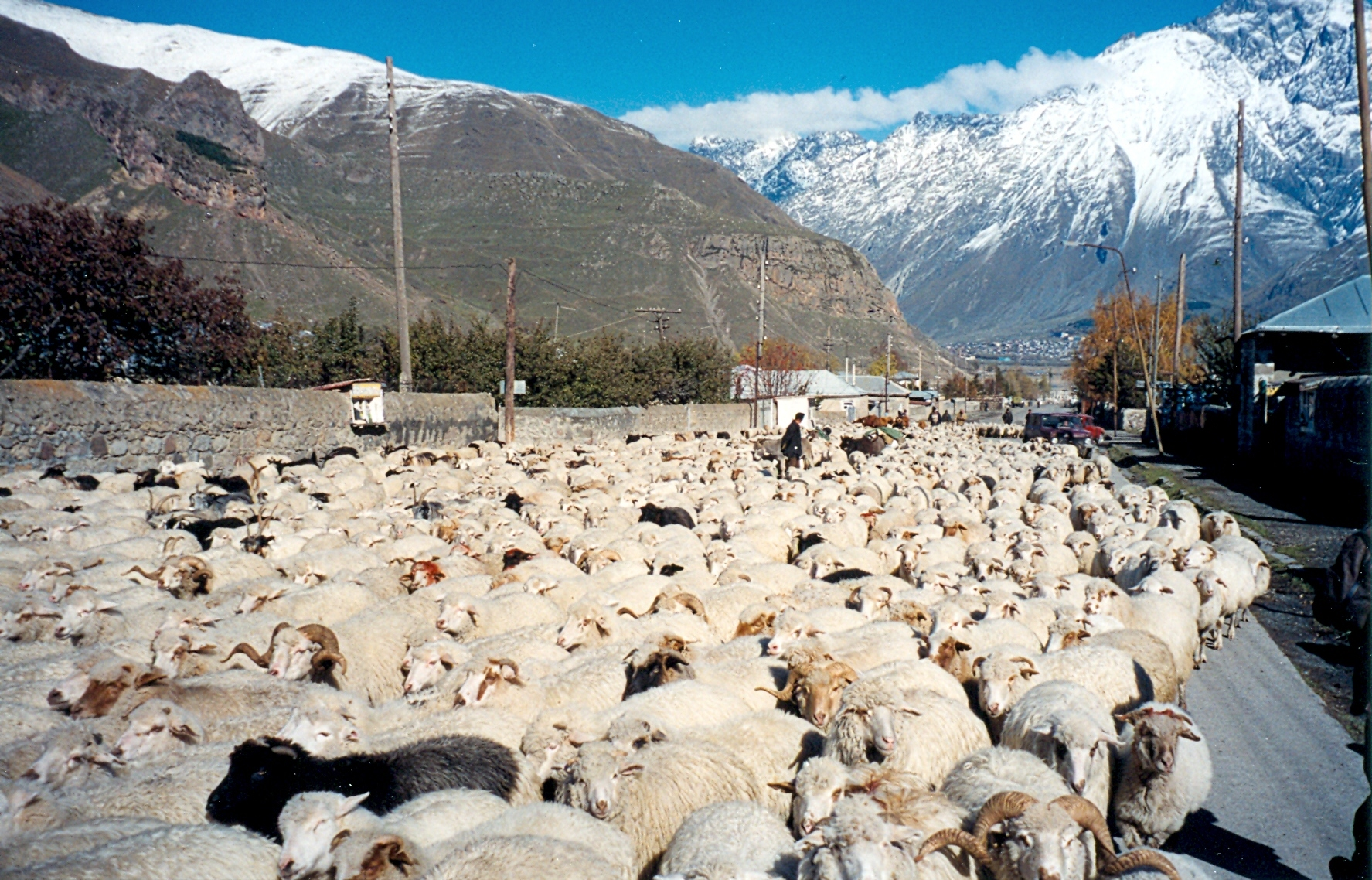
グルジア軍道を北に向かう（2000年撮影）

グルジア軍道を通過する経路は、近年ロシア・ジョージア間交通においては土砂崩れなどの自然災害によってその重要性が減退している。特にロシアによる2006年の国境閉鎖は決定的であった。
しかし2013年以来、ロシアはアルメニア共和国からの要求の結果、国境線を再び開くことを最終的に合意した。道路は再び利用されるようになり、主としてアルメニア・ロシア間のトレーラー・貨物自動車輸送の重要な動脈となっている。
とはいえ場所によって様々な制限は残った（まだ残っている）。特にジョージア市民に対する制限は多い。ただ、2013年にはロシア側の国境代表はインテルファクス通信に対し約3万人がラルスのチェックポイントを通過したと語っている。
2015年現在、ジョージア側の終点は、明らかにロシアへの入国が認められてジョージアを通過する車両のため一定の時間の長さを必要とし、そのため頻繁に渋滞する
。

## 画像

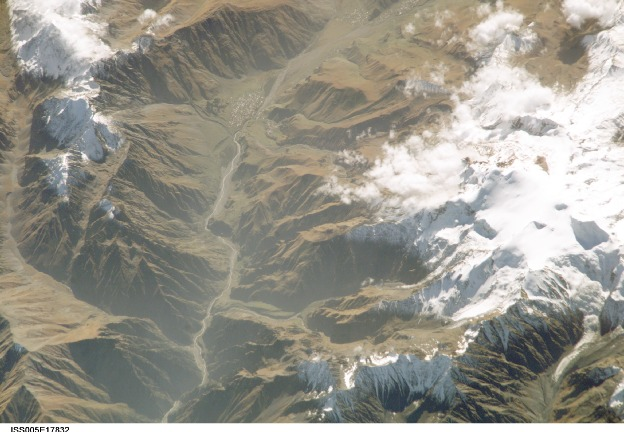
グルジア軍道遠景（カズベク山を上空から収める）
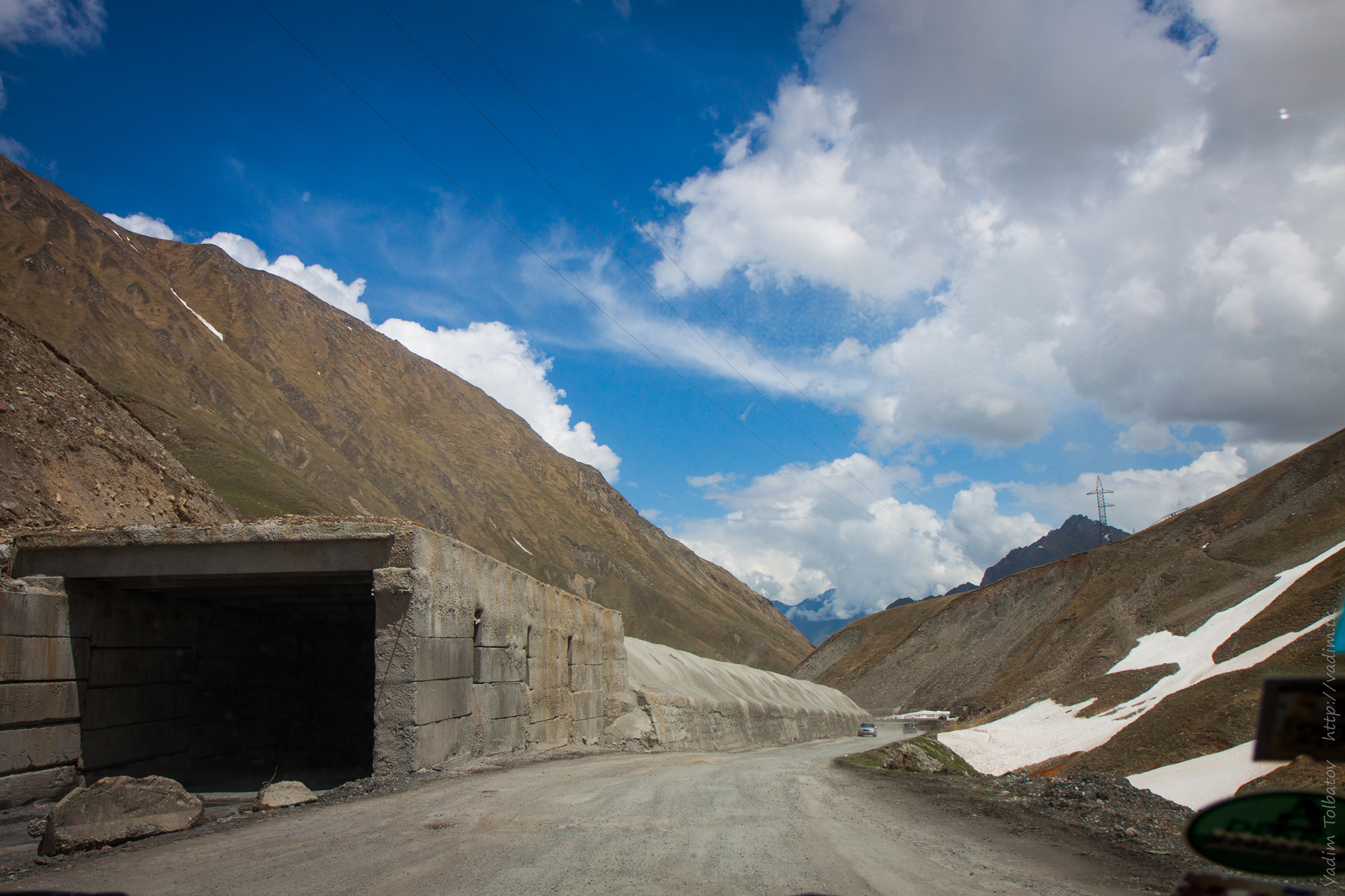
2013年の雪崩の際に用いられたトンネル
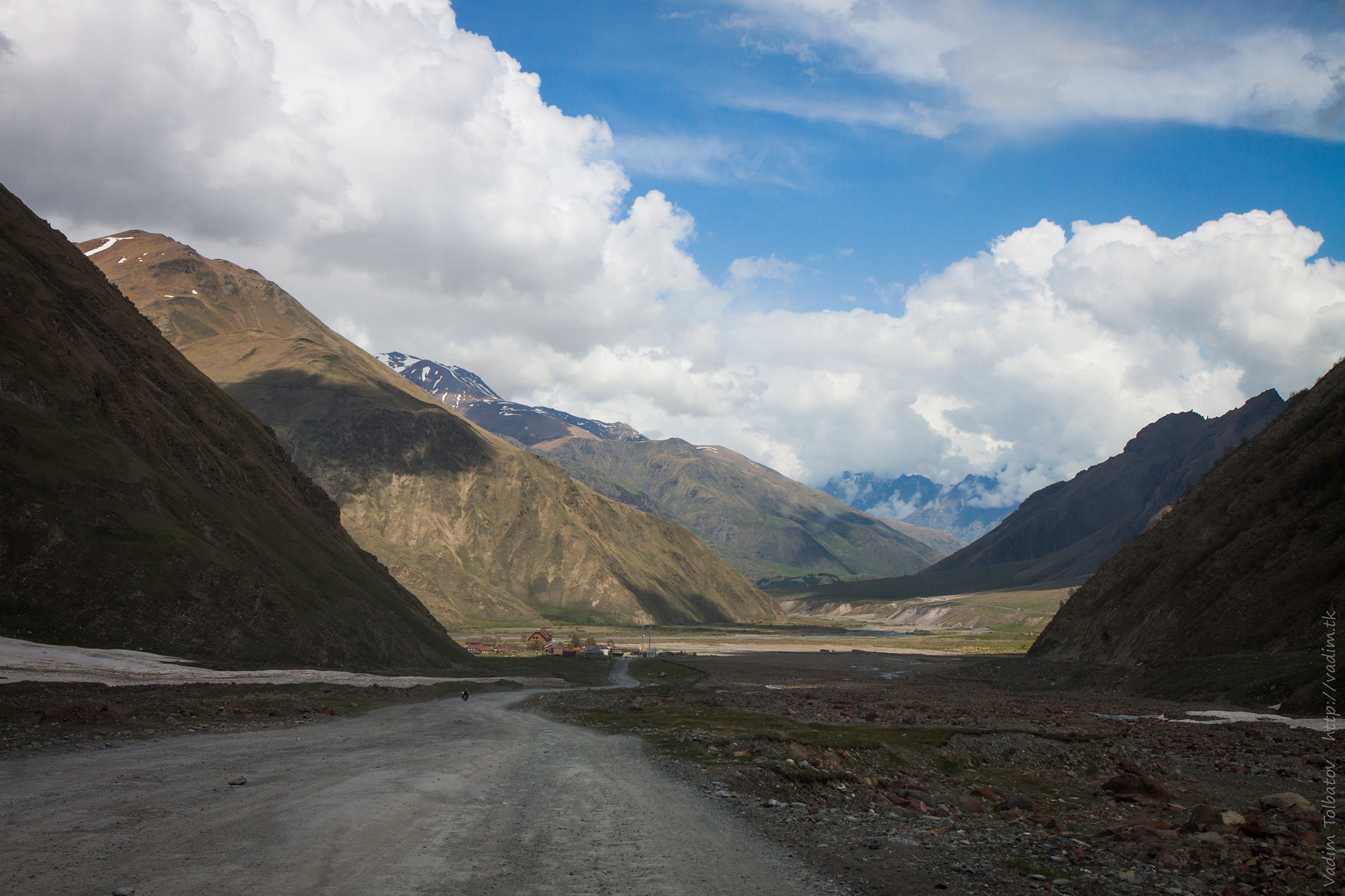
グルジア軍道
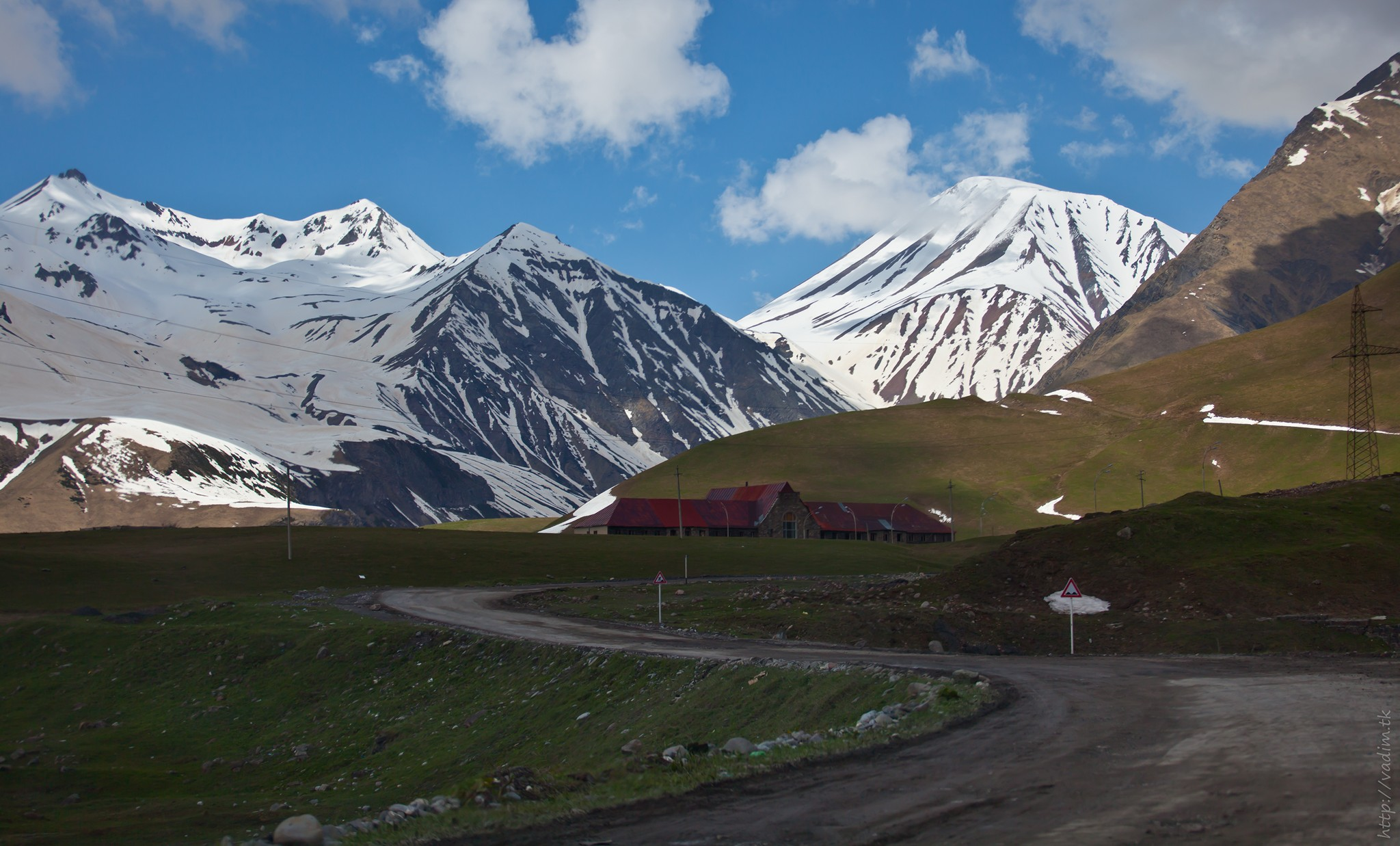
スキーリゾートとして知られるグダウリ（英語版）近傍
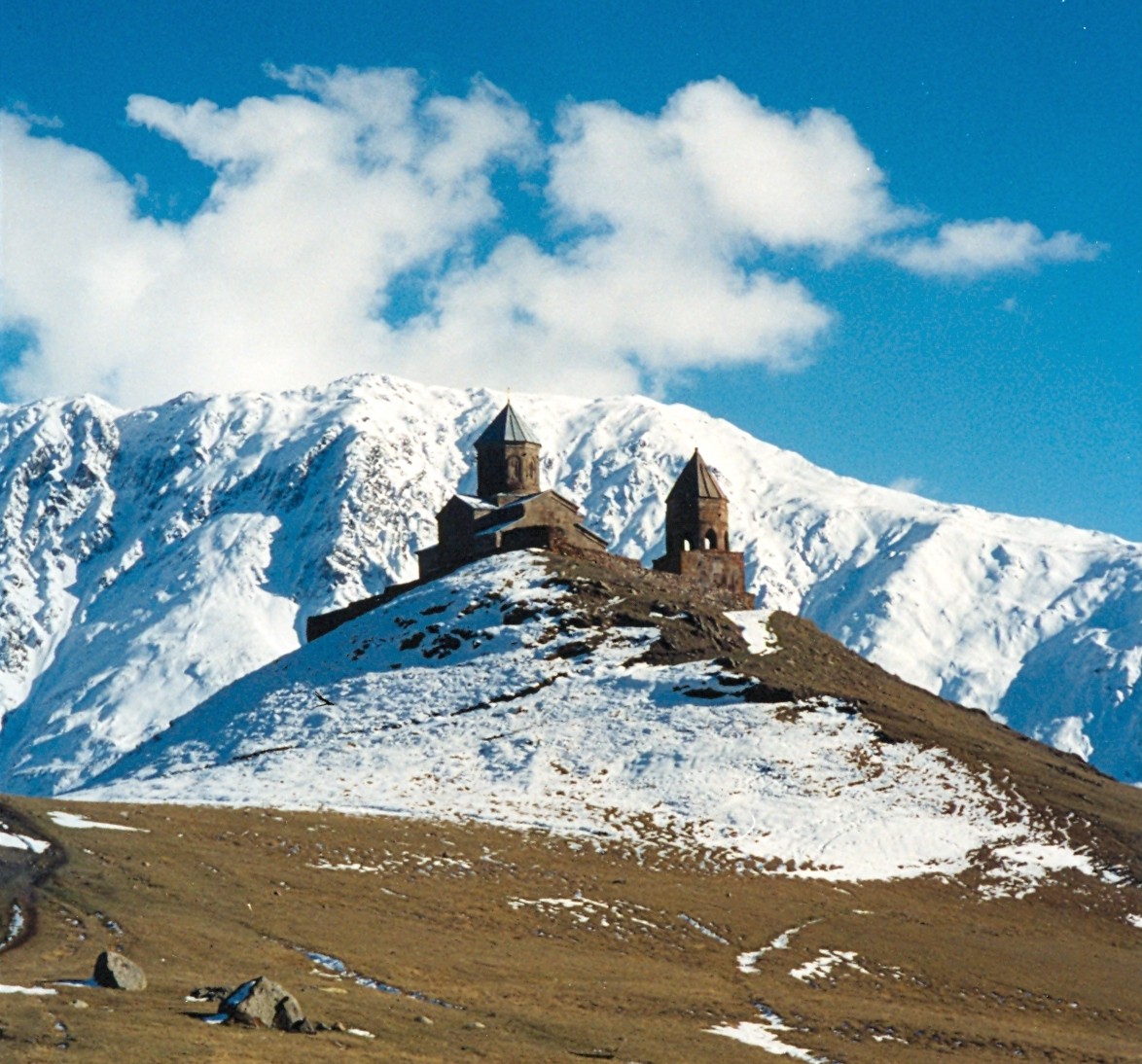
ゲルゲティ三位一体教会
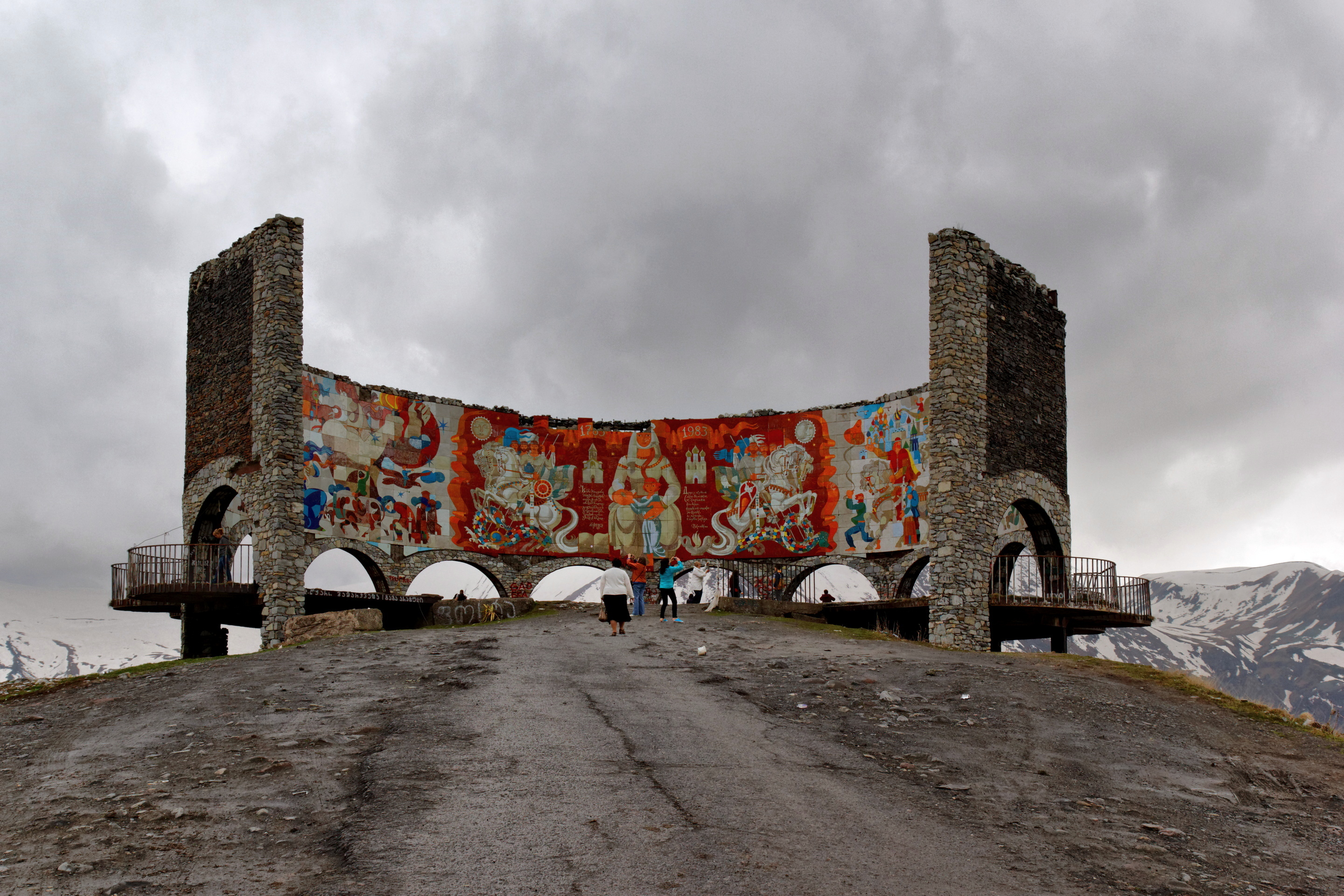
ロシア・グルジア友好のモニュメント
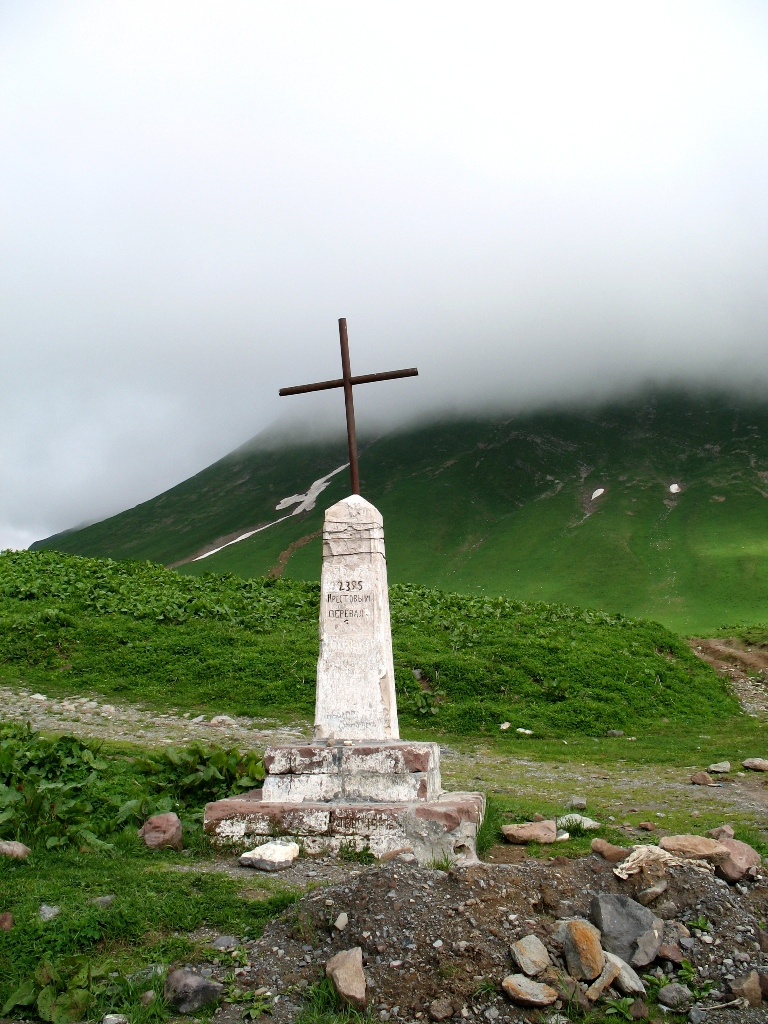
十字架峠の十字架
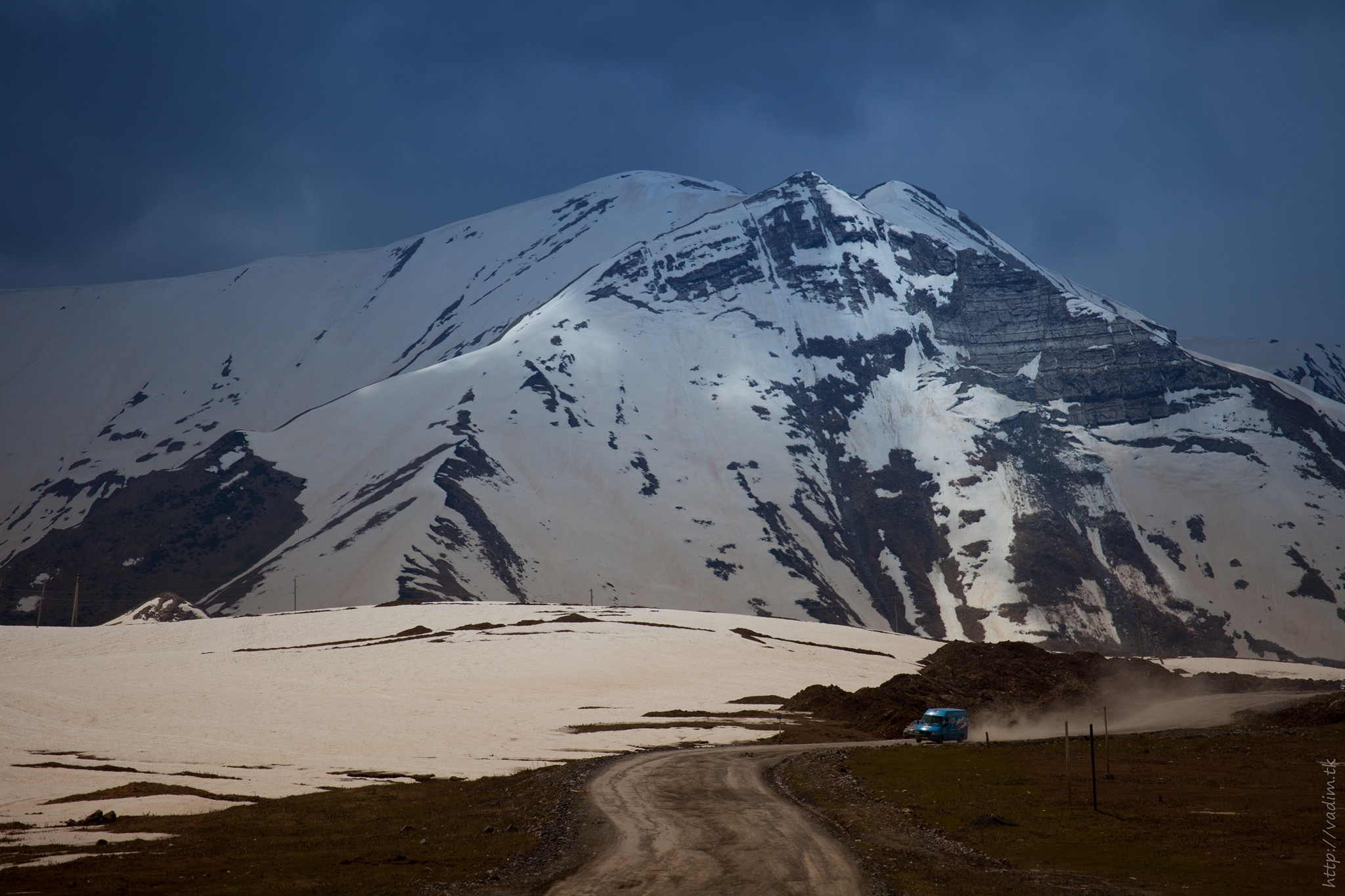
十字架峠周辺
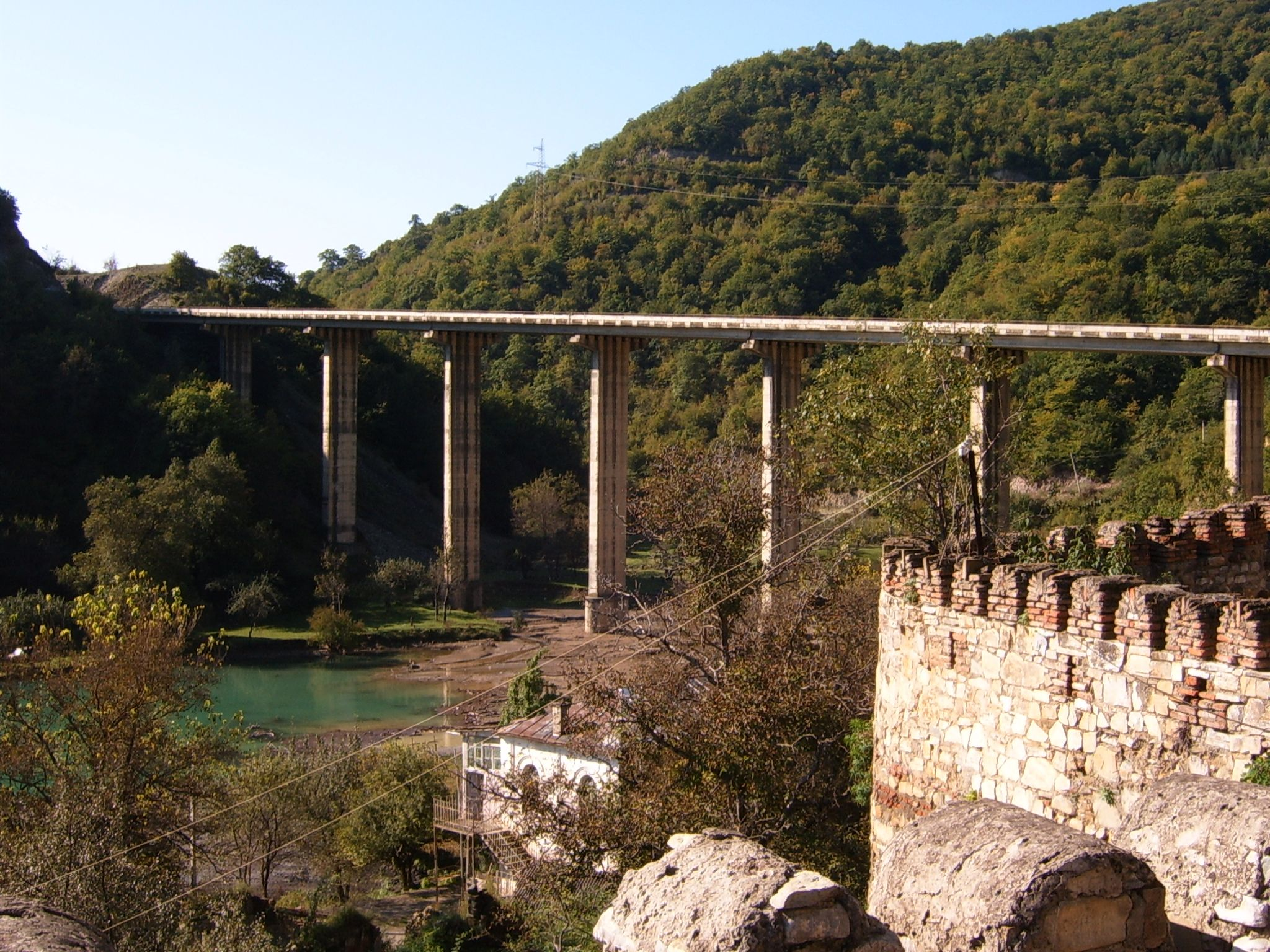
アナヌリ橋（手前にみえるのがアナヌリ要塞の城壁）
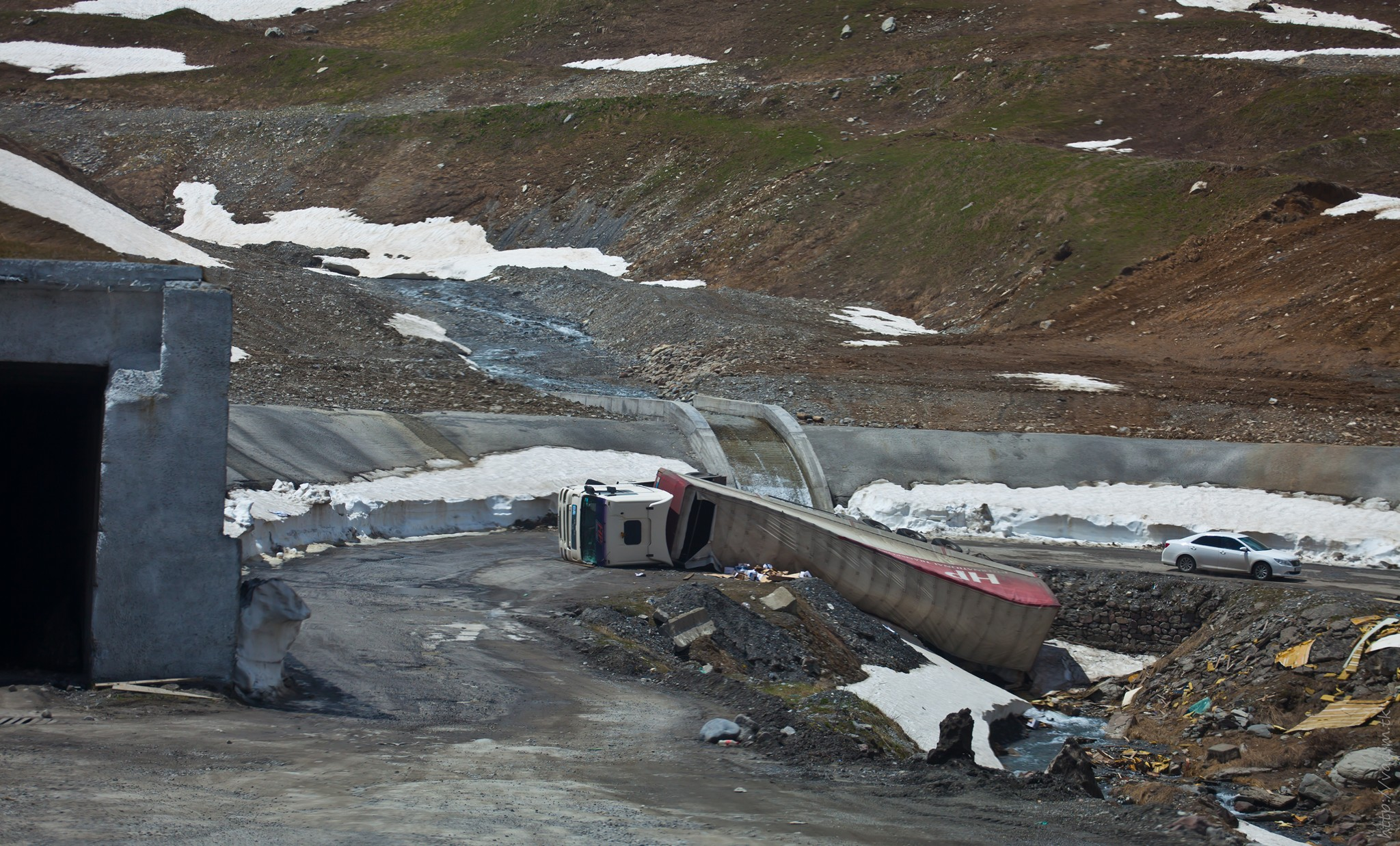
グルジア軍道での交通事故
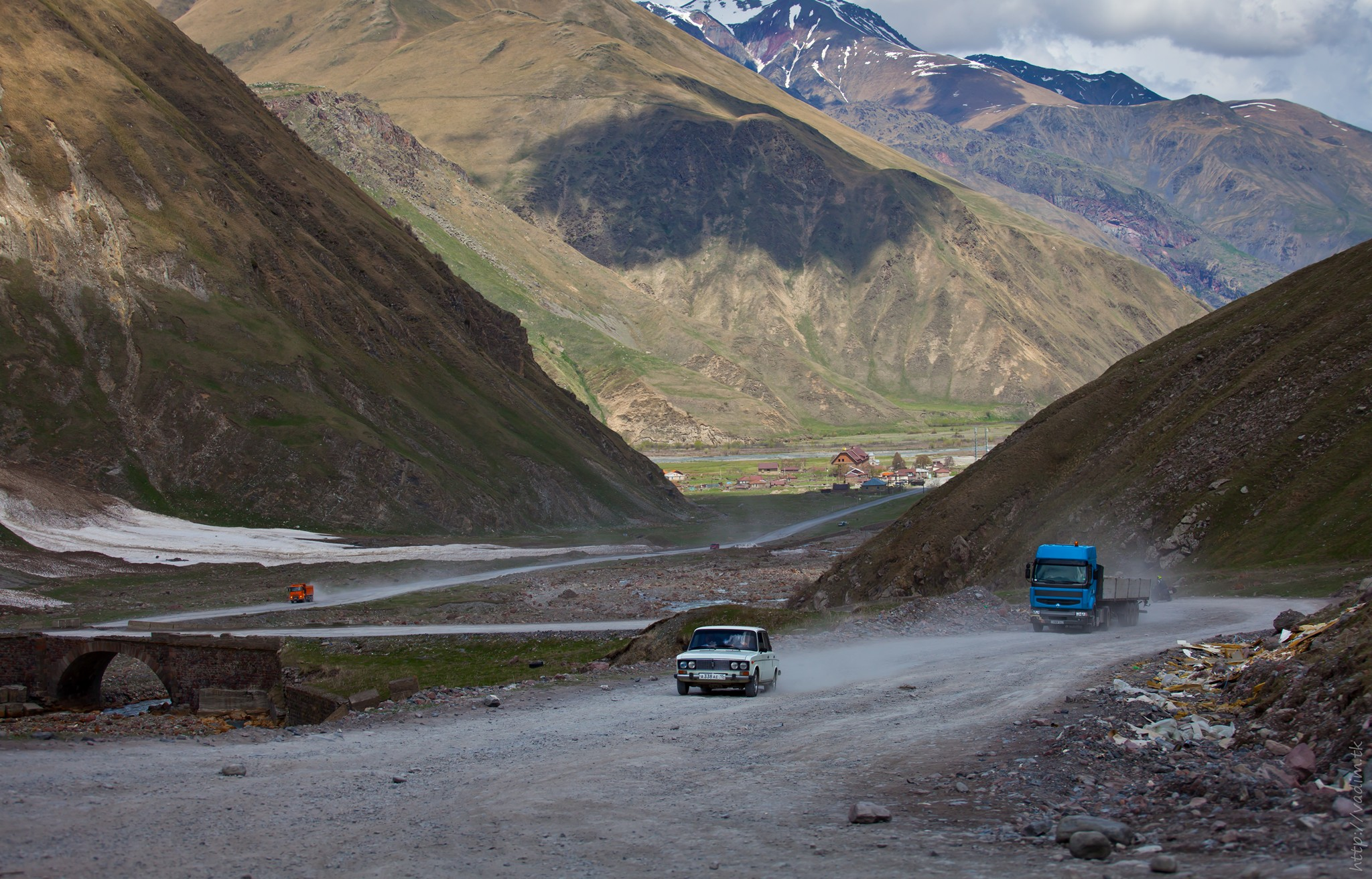
シオニ村入口
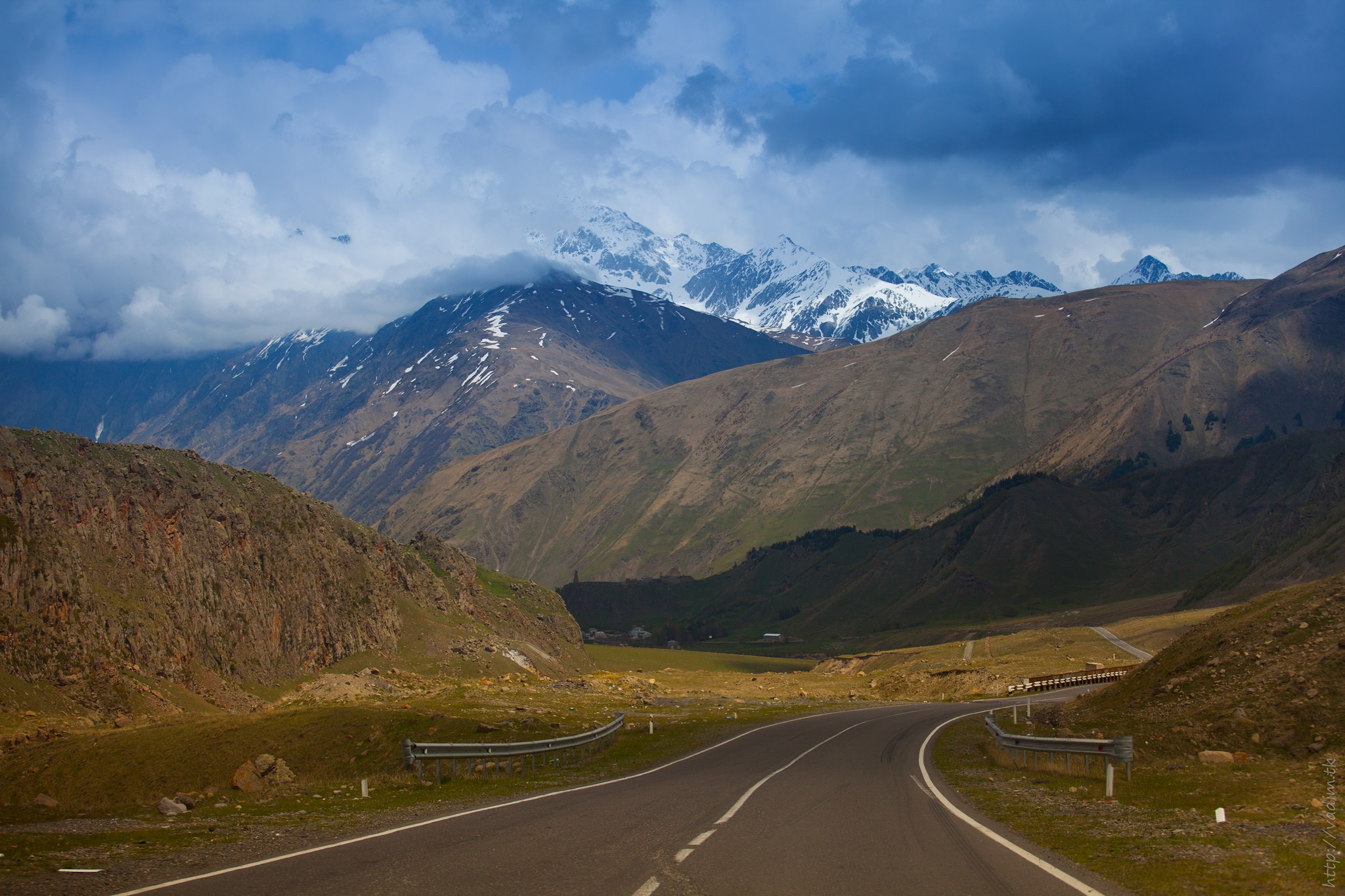
シオニからステパンツミンダ（英語版）方面
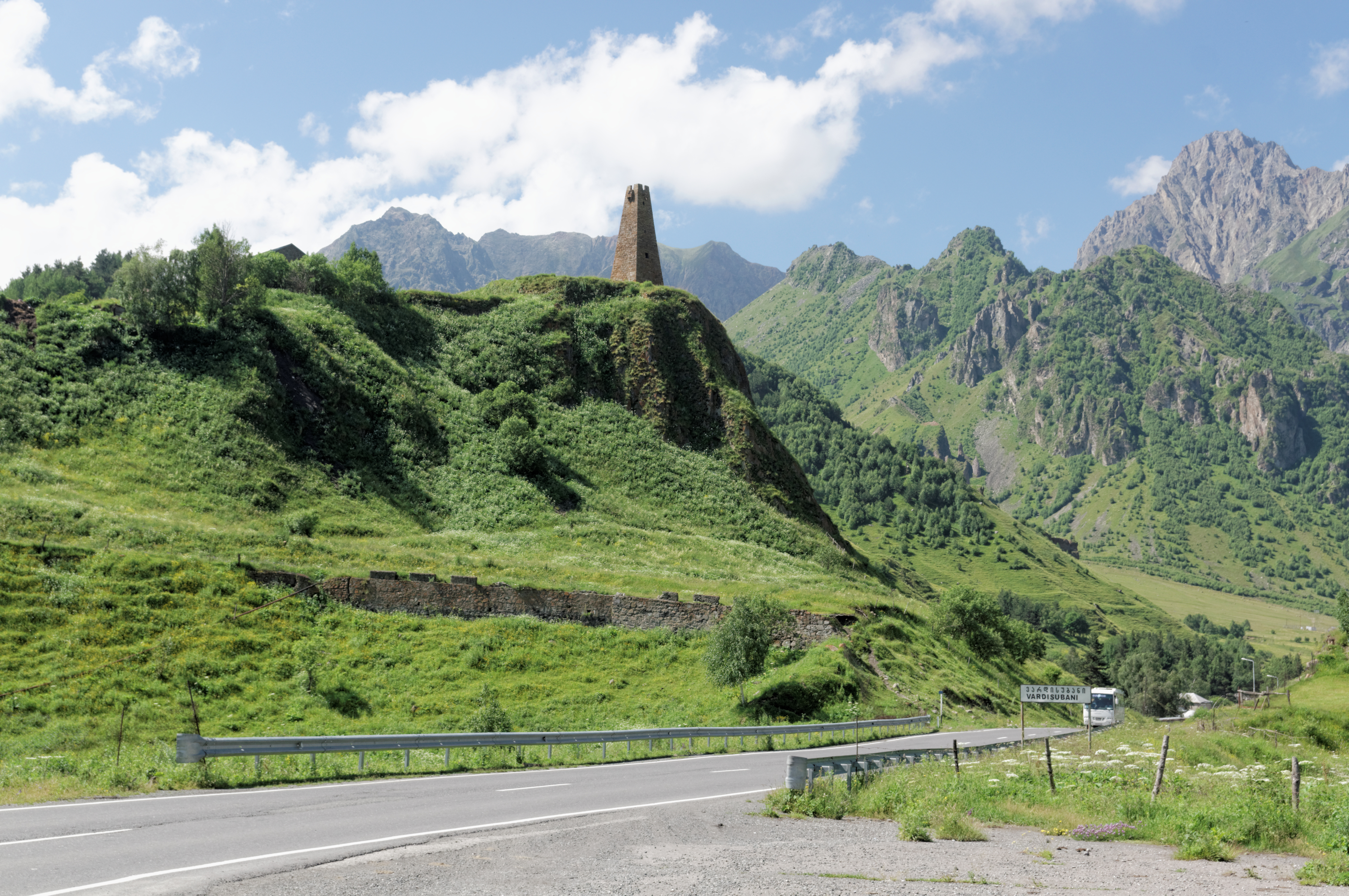
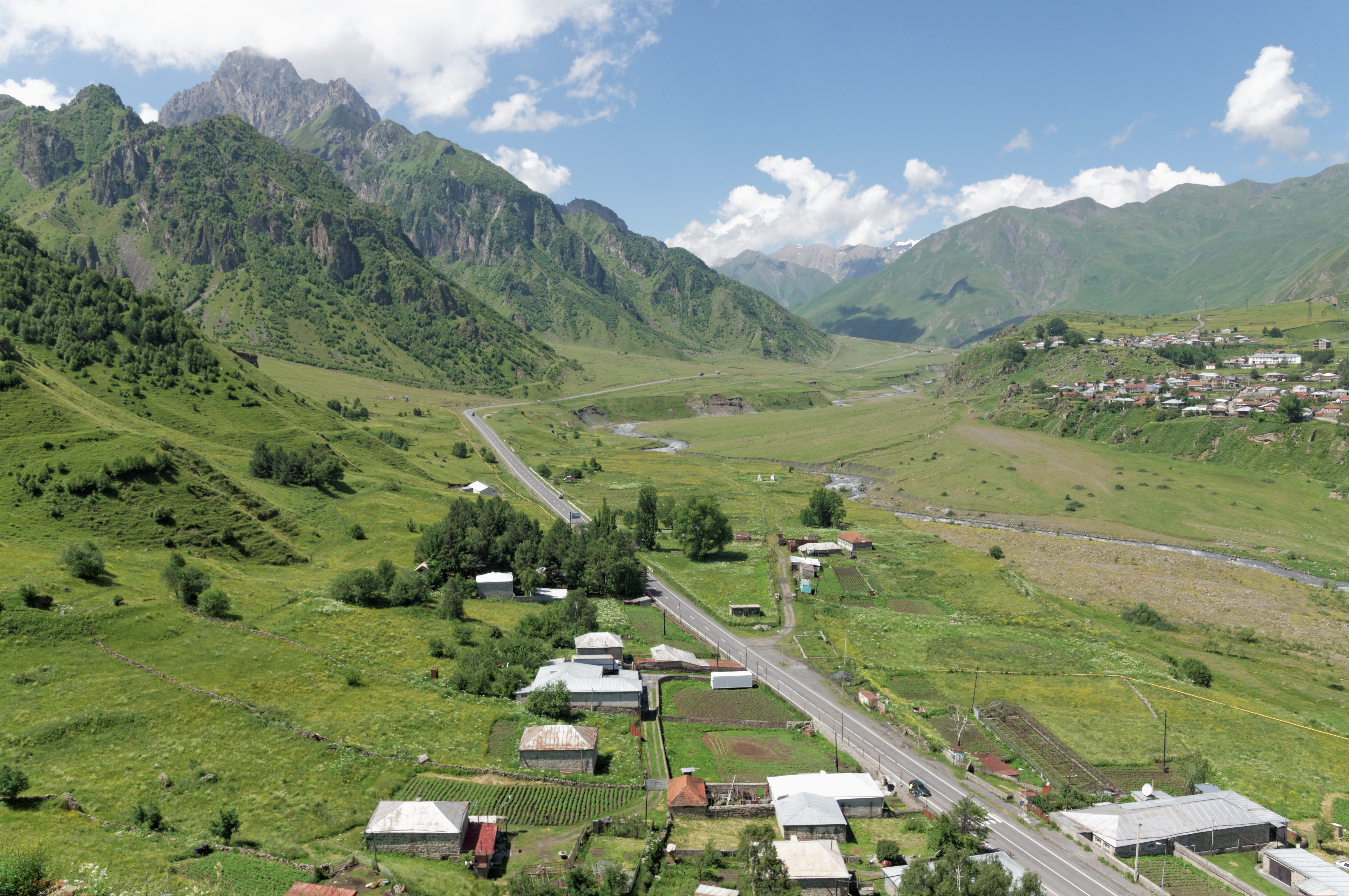